# 나일균
나일균(한국 한자: 羅一均, 1977년 8월 2일 ~ )은 대한민국의 전 축구 선수이며, 포지션은 공격수였다.